# 狩野揆一郎
狩野 揆一郎（かのう / かの きいちろう、1850年6月24日（嘉永3年5月15日）- 1893年（明治26年）3月5日）は、明治期の官吏、実業家、政治家。衆議院議員。名・順、名・天佑、号・尚堂、通称・揆一郎。

## 経歴
下総国印旛郡山田村（千葉県印旛郡山田村、六合村、印旛村を経て現印西市）で、豪農、酒醸造業を営む狩野家に生まれた。佐倉の郷儒・島田から学び、さらに江戸の安井海保に師事して漢学を修めた。
廃藩置県後、印旛県から里正、戸長に任じられ、1873年（明治6年）10月、印旛・南相馬郡学区取締に就任。
1876年（明治9年）内務省に出仕し、図書局、戸籍局で勤務した。1880年（明治13年）千葉県に転じ、庶務、学務を担当。1882年（明治15年）記録課長に就任し、公文書整理、県治統計表編纂を担当して、同年8月に辞職した。
印旛・下埴生・南相馬三郡町村連合会が開設され議員に就任。1883年（明治16年）10月、補欠選挙で千葉県会議員に選出され、1892年（明治25年）3月まで在任し、この間、同常置委員、徴兵参事員、地方衛生委員などを務めた。その他、六合村会議員にも在任した。
また、1887年（明治20年）総州鉄道創立に創立委員として参画し、1889年（明治22年）総武鉄道に合併して現在の総武本線建設の基礎となった。房総新聞の設立にも参画した。
1890年（明治23年）7月、第1回衆議院議員総選挙（千葉県第2区、立憲改進党）で落選し、1892年（明治25年）2月の第2回総選挙（千葉県第2区、議員集会所）で当選し、衆議院議員に1期在任した。議員在任中の1893年3月に死去した。